# Verdant Islands
Die Verdant Islands (englisch für Grünende Inseln) bestehen aus zwei kleinen mit Tussockgras bewachsenen Inseln vor dem westlichen Ende Südgeorgiens. In der Gruppe der Willis-Inseln liegen sie zwischen Trinity Island und Hall Island.
Wissenschaftler der britischen Discovery Investigations benannten eine der beiden Inseln 1930 deskriptiv als Verdant Island. 1985 wurde diese Benennung abgeändert, um die zweite Insel entsprechend zu berücksichtigen.